# Bardwell (Kentucky)
Bardwell és una població dels Estats Units a l'estat de Kentucky. Segons el cens del 2000 tenia 799 habitants.

## Demografia
Segons el cens del 2000, Bardwell tenia 799 habitants, 367 habitatges, i 229 famílies. La densitat de població era de 514,2 habitants/km².
Dels 367 habitatges en un 29,2% hi vivien nens de menys de 18 anys, en un 42% hi vivien parelles casades, en un 15,3% dones solteres, i en un 37,6% no eren unitats familiars. En el 34,9% dels habitatges hi vivien persones soles el 21% de les quals corresponia a persones de 65 anys o més que vivien soles. El nombre mitjà de persones vivint en cada habitatge era de 2,18 i el nombre mitjà de persones que vivien en cada família era de 2,75.
Per edats la població es repartia de la següent manera: un 23% tenia menys de 18 anys, un 7,3% entre 18 i 24, un 24,4% entre 25 i 44, un 21,3% de 45 a 60 i un 24% 65 anys o més.
L'edat mediana era de 41 anys. Per cada 100 dones de 18 o més anys hi havia 80,9 homes.
La renda mediana per habitatge era de 21.406 $ i la renda mediana per família de 25.500 $. Els homes tenien una renda mediana de 24.028 $ mentre que les dones 16.618 $. La renda per capita de la població era de 14.976 $. Entorn del 19,7% de les famílies i el 24,3% de la població estaven per davall del llindar de pobresa.

## Poblacions més properes
El següent diagrama mostra les poblacions més properes.